# Як-141
Як-141 (за класифікацією НАТО: Freestyle) —надзвуковий багатоцільовий літак вертикального злету та приземлення (ЛВЗП).
Залишався єдиним у СССР літаком з подібними характеристиками (у Великої Британії Hawker Siddeley Harrier GR.1 Перший політ літак виконав 28 грудня 1967 року, а в 1969 році літак прийнято в експлуатацію ВПС Великої Британії). Був призначений для перехоплення повітряних цілей і ведення ближнього маневреного бою, а також для завдання ударів по наземних і надводних цілях. Винищувач можуть експлуатувати зі злітно-посадочних майданчиків обмежених розмірів і в корабельних умовах. Зліт — вертикальний або з коротким розгоном, посадка — вертикальна або з коротким пробігом. Можлива експлуатація з пошкоджених аеродромів.

## Історія

### Передумови створення
У 1970-х роках у ВМФ СРСР почали надходити авіаносні крейсери проекту 1143 «Кречет». Це були перші радянські кораблі подібного класу. Їхнє авіакрило складалися зі штурмовиків Як-38. Проте ці літаки, зважаючи на свою новизну, мали ряд істотних недоліків, головним з яких був дуже маленький бойовий радіус (250—370 км). Тому в 1981—1982 роках ОКБ Яковлєва на основі модернізованого штурмовика Як-38М розробило проєкт багатоцільового літака Як-38МП, головною відмінністю якого була установка на борту багаторежимної РЛС, що забезпечує застосування ракет класу «повітря — повітря» середньої дальності та «повітря — корабель» з самонаведенням на кінцевій ділянці польоту. Тоді ж ОКБ захистило ескізний проєкт нового дозвукового ЛВЗП Як-39, який мав розрахункову дальність польоту в 1,6 разів більшу, ніж у Як-38М, а також комплекс керованого ракетного озброєння нового покоління.
Однак ці проєкти так і не реалізували. Вирішили відмовитися від подальшої модернізації Як-38 і створити замість цього новий літак — надзвуковий ЛВЗП Як-41, здатний протидіяти основним корабельним літакам ймовірного супротивника.
У тактико-технічному рішенні для нього визначалося наступне коло вирішуваних бойових завдань:
- перехоплення повітряних цілей у всьому діапазоні висот польоту,
- завоювання переваги в повітрі, знищення наземних і надводних цілей.[1]

### Випробування
9 березня 1987 року літак, що отримав офіційне позначення Як-141, було вперше піднято в повітря льотчиком випробувачем А. А. Синіциним і зробив свій перший політ з літакового профілю. 29 грудня 1989 року відбувся перший політ в режимі висіння. З 21 вересня 1991 р. випробування літаків проводилися на борту ТАКР «Адмірал Флоту Радянського Союзу Горшков» — у цей день льотчиком А. А. Синіциним була здійснена перша посадка. У той же день В. А. Якимів привів другий літак. Метою випробувань було визначення сумісності літака і його систем з кораблем, а також відпрацювання екстреного старту — поперек польотної палуби прямо з технічної позиції. Однак до відпрацювання другого пункту справа не дійшла через аварію. 5 жовтня (за іншими даними 3 жовтня) 1991 року В. А. Якимову при підході до корабля не вдалося вчасно погасити швидкість літака. Льотчик, щоб не вийти за межі палуби, різко збільшив кут тангажу для гальмування, просів і вдарився опорами шасі об палубу. У результаті пробоїни в баку почалася пожежа і пілот катапультувався.
До літа 1992 року обидва літаки разом виконали більше 250-ти польотів. У процесі випробувань встановили 12 не підтверджених "світових" рекордів швидкопідйомності і висоти польоту з вантажем. Вперше Як-141 показали світовій громадськості на авіакосмічному салоні у Фарнборо 6-13 вересня 1992 року, де його  оцінили як застарілим до того часу( він запізнився десь на 30 років) та дуже важким за  3х двігунів. Важка економічна обстановка, що склалася після розпаду СРСР, поставила хрест на подальших випробуваннях цього літака, хоча за неперевіреними даними[джерело?] такі країни, як Італія, Індія, Аргентина висловлювали бажання придбати його для своїх ВПС.

## Польоти

### Зліт
Як-141 здатний здійснювати зліт шістьма способами:
- Звичайним способом  — при цьому сопло ПМД зберігає положення в 0°, а підйомні двигуни відключені.
- З коротким розгоном  — при цьому після початку руху запускаються підйомні двигуни, а сопло ПМД починає змінювати кут напрямку тяги до 62°. Довжина розбігу при цьому становить близько 120 метрів.
- З коротким розгоном та використанням затримуючих пристроїв — використовується при базуванні на авіанесучих кораблях. Щоб літак не зрушив з місця під дією тяги двигуна, на палубі ТАКР встановлюються спеціальні затримувачі коліс шасі. Розбіг при цьому скорочується майже вдвічі і становить близько 60-80 метрів.
- З надкоротким розбігом — тут також використовуються затримувачі, але при цьому ще до початку розбігу сопло ПМД повернене на кут 62° , а підйомні двигуни запущені. Розбіг скорочується до 6 метрів.
- З використанням трампліна — передбачався для базування «Яків» на ТАКР проектів 1143.5, 1143.6 і 1143.7.
- Вертикально — при цьому включені підйомні двигуни, а сопло ПМД відхилено на максимальний кут в 95° , двигун дозволяє злітати з будь-якою швидкістю.

### Посадка
Посадка Як-141 може здійснюватися двома способами:
- Звичайним способом — для цього на літаку мається гальмівний парашут.
- Вертикально — передбачався для використання при базуванні на авіанесучих крейсерах.

### Найбільш значущі польоти
Всього за час випробувань на двох льотних зразках Як-141 здійснили більше 250-ти польотів. Нижче наведено список найбільш важливих із них.

## Представники
Усього було побудовано чотири дослідних літака, з них два для стендових і два для льотних випробувань:
- Літак без бортового номера — використовувався для статичних випробувань.
- Літак з б/н 48 — призначався для випробувань на стенді сил і моментів, а також відпрацювання функціонування силової установки.
- Літак з б/н 75 — льотний екземпляр, багаторазово демонструвався на міжнародних авіасалонах з новим б/н 141, зараз перебуває в Музеї Військово-Повітряних Сил РФ у Моніно.
- Літак з б/н 77 — передсерійний льотний екземпляр, 5 жовтня 1991 зазнав аварію і пізніше був відновлений як музейний експонат.

## Льотно-технічні характеристики

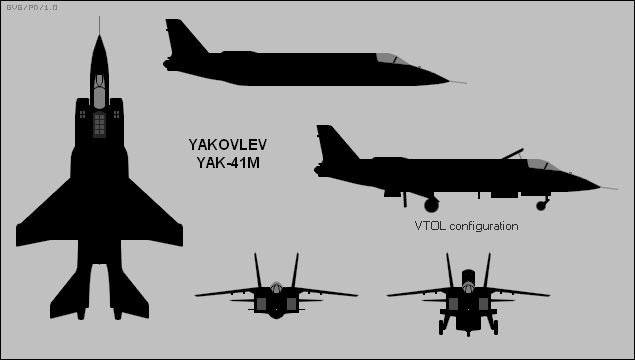
Проєкції Як-141

Джерело

### Технічні характеристики
- Екіпаж: 1 людина
- Довжина: 18,3 м
- Розмах крила:
  - У складеному стані: 5,9 м
  - У розгорнутому положенні: 10,1 м
- Висота: 5 м
- Площа крила: 31,7 м ²
- Маса:
  - Максимальна злітна маса:
    - При розбігу 120 м: 19500 кг
    - При вертикальному злеті: 15800 кг

  - Маса палива:
    - Усередині: 4400 кг
    - У ПТБ: 1750 кг
- Навантаження на крило:
  - При максимальній злітній масі: 615/498 кг/м ²
- Двигун:
  -  Тип двигуна:турбореактивний двоконтурний з форсажною камерою і керованим вектором тяги
  - Модель: «Р79В-300»
  - тяга:
    - Максимальна: 1 × 9000 кгс
    - На форсажу: 1 × 15500 кгс

  - Маса двигуна: 1850 кг
  - Керування вектором тяги:
- тягооснащеність:
  - При максимальній злітній масі: 0,78/0,98 кгс/кг

### Льотні характеристики
- Максимальна швидкість:
  - На висоті: 1800 км/год (1,7 М)
  - Біля землі: 1250 км/год (1,05 М)
- Перегоночна дальність (при ВВП):
  - На висоті: 1400 км
  - Біля землі: 650 км
- Практична дальність:
  - На висоті:
    - Без ПТБ: 1400 км
    - З ПТБ: 2100 км

  - Біля землі: 1010 км
- Практична стеля: 15000 м
- Довжина розбігу: 120 м (або вертикальний зліт)
- Максимальне експлуатаційне перевантаження: 7 g

### Озброєння
- Гарматне: 30-мм авіаційна гармата ГШ-30-1, 150 патронів
- Бойове навантаження: 3000 кг
- Точки підвіски: 6
- Варіанти підвіски:
  - УР «повітря-повітря»:
    - Р-77
    - Р-27
    - Р-73
    - Р-60

  - УР «повітря-поверхня»:
    - Х-25
    - Х-31

  - Гарматні установки:
    - 23 мм, 250 патронів

  - Пускові блоки НАР калібром від 80 до 240 мм
  - До шести бомб калібром 500 кг

## Моделі Як-141
Зібрані моделі літака були присутні в лінійці продукції наступних фірм: Art Model